# Johann Karl Friedrich Christoph von Burghoff
Johann Karl Friedrich Christoph von Burghoff (* 22. Oktober 1769 in Beelitz (Kreis Zauch-Belzig); † 10. November 1840 in Breslau) war preußischer Generalmajor und zuletzt Kommandeur des 19. Landwehr-Regiments.

## Leben

### Herkunft
Seine Eltern waren Johann Friedrich Heinrich von Burghoff (* 1720; † 22. Februar 1774) und dessen Ehefrau Friederike Sophie von Carlowitz (* 7. Oktober 1742), einer Tochter des Oberst Georg Karl von Carlowitz.

### Werdegang
Er kam 1780 als Page nach Berlin. Am 6. August 1787 kam er als Gefreitenkorporal in das Füsilier-Bataillon Nr. 9, wo er am 30. Dezember 1787 zum Seconde-Lieutenant ernannt wurde. Während des Feldzuges in Polen 1794/95 wurde er in das Depot des Bataillons versetzt. Am 6. Oktober 1797 wurde er Premier-Lieutenant und am 10. Januar 1805 Stabshauptmann. Während des Vierten Koalitionskrieges kämpfte er in der Schlacht bei Jena. Das Bataillon wurde am 15. Oktober bei Halle aufgerieben. Ihm gelang der Rückzug nach Graudenz, wo er an der Verteidigung der Festung teilnahm.
Nach dem Frieden von Tilsit wurde er am 14. September 1807 Hauptmann und Kompaniechef. Am 17. Februar 1809 folgte seine Versetzung zum 1. Schlesischen Infanterie-Regiment (Nr. 10). Am 26. April 1813 wurde er dort Major mit Patent zum 3. Juni 1813. Während der Befreiungskriege wurde er in der Schlacht bei Großgörschen verwundet, kämpfte aber wieder in den Schlachten bei
Bautzen, an der Katzbach, Leipzig, Vauchamps, Montmirail, Laon, dem Übergang bei Wartenburg und den Gefechten bei Freyburg (Unstrut), Eisenach, Vitry und Chalon. Dabei erwarb er an der Katzbach das Eiserne Kreuz 2. Klasse, bei Leipzig das Eiserne Kreuz 1. Klasse und bei Chalon den russischen St.–Wladimir-Orden 4. Klasse.
Am 16. August 1814 wurde er zum Kommandeur des Schlesischen Grenadier-Bataillons und am 14. Oktober 1814 kam er als Bataillonskommandeur zum Grenadier-Regiment Kaiser Franz. Bereits am 10. April 1815 kam er als Kommandeur in das 9. Ersatz-Bataillon, am 2. August 1815 wurde er Kommandeur des 1. Posener Landwehr-Regiments. Dort wurde er am 3. August 1816 Oberstleutnant und am 24. November 1816 Kommandeur des 2. Posener Landwehr-Regiments. Am 18. März 1820 wurde er Kommandeur des 19. Landwehr-Regiments und am 30. März 1821 wurde er zum Oberst mit Patent zum 1. April 1821 befördert. Den Roten Adlerorden 3. Klasse erhielt er am 14. September 1823, bevor er am 13. Juni 1827 seinen Abschied als Generalmajor mit gesetzlicher Pension erhielt. Er starb am 10. November 1840 in Breslau.

### Familie
Er heiratete am 4. August 1809 Friederike Ulrike Johanna von Flotow (* 31. März 1787; † 21. September 1839). Das Paar hatte mehrere Kinder:
- Alvin Friedrich August Wilhelm Karl (* 19. Juli 1813), Major im Infanterie-Regiment Nr. 59[2]
- Henriette Friederike Maria Ida (* 6. September 1816) ⚭ Otto von Zerboni di Spofetti
- Benno Friedrich Wilhelm Karl Leopold (* 11. April 1820; † 6. August 1870), gefallen in der Schlacht bei Wörth, Oberst und Kommandeur des Infanterie-Regiment Nr. 47